# Bouwkundig Weekblad
Het Bouwkundig Weekblad was een Nederlands architectuurtijdschrift. Het werd opgericht in 1881 als orgaan van de Maatschappij tot Bevordering der Bouwkunst.
Het Bouwkundig Weekblad stond aanvankelijk onder redactie van P.J.H. Cuypers, E. Gugel, J.R. de Kruyff, A. Musken en H.P. Vogel. Op 1 januari 1927 fuseerde het met het tijdschrift Architectura en werd daarna onder de naam Bouwkundig Weekblad Architectura voortgezet.